# Station Døstrup Sønderjylland
Station Døstrup Sønderjylland is een spoorweghalte in Døstrup   in de gemeente Tønder in het uiterste zuiden van Denemarken. De halte wordt bediend door de trein van Esbjerg naar Tønder. Op werkdagen rijdt ieder uur een trein in beide richtingen. De toevoeging Sønderjylland diende om verwarring te voorkomen met het gelijknamige station in Himmerland dat in 1999 buiten gebruik werd genomen.